# 5973 Takimoto
5973 Takimoto este o planetă minoră (asteroid), cu un diametru de 7,286 km, din centura de asteroizi. A fost descoperită pe 17 august 1991 la Kiyosato⁠(d) de Satoru Ōtomo și a fost numită după Daisuke Takimoto⁠(d). 
Obiectul prezintă o orbită caracterizată de o semiaxă mare de 2,5573504 UAi, o excentricitate de 0,16, o înclinație de 3,61771 ° în raport cu ecliptica.